# Max Biala
Max Biala, även Biela, felaktigt Bialas, född 5 augusti 1905 i Löschen, Drebkau, död 11 september 1942 i Ostrów Mazowiecka, var en tysk SS-Rottenführer, delaktig i Aktion T4 och Operation Reinhard.

## Biografi
Biala kommenderades i januari 1940 till koncentrationslägret Sachsenhausen som vakt. Senare tjänstgjorde han på anstalterna i Brandenburg an der Havel och Bernburg, som ingick i Aktion T4, Tredje rikets massmord på psykiskt och fysiskt funktionshindrade personer.

### Treblinka
År 1942 inleddes Operation Reinhard, nazisternas plan att helt utplåna Generalguvernementets judiska befolkning. Från den 23 juli 1942 var Biala lägervakt i förintelselägret Treblinka. Han var tillika kommendanten Irmfried Eberls ställföreträdare. Den 11 september hade fångarna som vanligt ställt upp sig i lägret för inräkning. Biala valde ut de fångar som inte bedömdes kunna arbeta längre och som därför skulle arkebuseras. Plötsligt rusade fången Meir Berliner fram till Biala och högg honom flera gånger i ryggen. Biala fördes till militärsjukhuset i Ostrów Mazowiecka, men han avled. Berliner, som var argentinsk medborgare, hade varit på besök i Warszawa med sin hustru och dotter när de greps och deporterades till Treblinka. Hustru och dottern fördes omedelbart till gaskamrarna. Berliner själv dödades av SS-vakter, däribland August Miete. Som vedergällning befallde Christian Wirth, att tio fångar omedelbart skulle dödas; morgonen därpå sköts ytterligare 150 fångar. Efter Bialas död skärptes säkerheten i Treblinka.